# Episodi di Avengers Assemble (terza stagione)
La terza stagione della serie televisiva a cartoni animati Avengers Assemble sottotitolato Ultron Revolution è trasmessa negli Stati Uniti d'America da Disney XD a partire dal 13 marzo 2016. In Italia viene trasmessa il 25 aprile 2016.
| nº | Titolo originale                        | Titolo italiano                                          | Prima TV originale | Prima TV Italia  |
| -- | --------------------------------------- | -------------------------------------------------------- | ------------------ | ---------------- |
| 53 | Adapting to Change                      | Adattarsi al cambiamento                                 | 13 marzo 2016      | 25 aprile 2016   |
| 54 | The Ultimates                           | Gli Ultimates                                            | 20 marzo 2016      | 2 maggio 2016    |
| 55 | Saving Captain Rogers                   | Salvate il Capitano Rogers                               | 27 marzo 2016      | 9 maggio 2016    |
| 56 | Under Siege                             | Sotto assedio                                            | 3 aprile 2016      | 16 maggio 2016   |
| 57 | The Thunderbolts                        | I Thunderbolts                                           | 10 aprile 2016     | 23 maggio 2016   |
| 58 | Thunderbolts Revealed                   | Smascherati                                              | 17 aprile 2016     | 30 maggio 2016   |
| 59 | Into The Dark Dimension                 | Nella Dimensione Oscura                                  | 24 aprile 2016     | 6 giugno 2016    |
| 60 | Dehulked                                | Dehulkizzato                                             | 1º maggio 2016     | 11 febbraio 2017 |
| 61 | Inhumans Among Us                       | Gli Inumani tra noi                                      | 24 luglio 2016     | 12 febbraio 2017 |
| 62 | The Inhuman Condition                   | La condizione degli Inumani                              | 31 luglio 2016     | 18 febbraio 2017 |
| 63 | The Kids Are Alright                    | I ragazzi stanno bene                                    | 7 agosto 2016      | 19 febbraio 2017 |
| 64 | The Conqueror                           | Il Conquistatore                                         | 14 agosto 2016     | 25 febbraio 2017 |
| 65 | Into the Future                         | Nel futuro                                               | 21 agosto 2016     | 26 febbraio 2017 |
| 66 | Seeing Double                           | Due Vedove                                               | 28 agosto 2016     | 4 marzo 2017     |
| 67 | A Friend in Need                        | Un amico in difficoltà                                   | 11 settembre 2016  | 5 marzo 2017     |
| 68 | Captain Marvel                          | Captain Marvel                                           | 18 settembre 2016  | 11 marzo 2017    |
| 69 | Panther's Rage                          | L'ira di Black Panther                                   | 25 settembre 2016  | 12 marzo 2017    |
| 70 | Ant-Man Makes It Big                    | Ant-Man sul grande schermo                               | 2 ottobre 2016     | 8 aprile 2017    |
| 71 | The House of Zemo                       | La casata Zemo                                           | 9 ottobre 2016     | 9 aprile 2017    |
| 72 | U-Foes                                  | U-Foes                                                   | 6 novembre 2016    | 15 aprile 2017   |
| 73 | Building the Perfect Weapon             | Costruendo l'arma perfetta                               | 13 novembre 2016   | 16 aprile 2017   |
| 74 | World War Hulk                          | World War Hulk                                           | 20 novembre 2016   | 22 aprile 2017   |
| 75 | Civil War, Part 1 - The Fall of Attilan | Civil War (prima parte) - La caduta di Attilan           | 28 gennaio 2017    | 23 aprile 2017   |
| 76 | Civil War, Part 2 - The Mighty Avengers | Civil War (seconda parte) - I potenti Avengers           | 28 gennaio 2017    | 29 aprile 2017   |
| 77 | Civil War, Part 3 - The Drums of War    | Civil War (terza parte) - Tamburi di guerra              | 28 gennaio 2017    | 30 aprile 2017   |
| 78 | Civil War, Part 4 - Avengers Revolution | Civil War (quarta parte) - La rivoluzione degli Avengers | 28 gennaio 2017    | 6 maggio 2017    |

## Adattarsi al cambiamento
A seguito di una lotta contro i Signori del Male (Beetle, Goliath e Mimi Spaventia), gli Avengers devono imparare a lavorare come una squadra ancora una volta dopo un lungo periodo di inattività. Indagando sull'organizzazione criminale A.I.M. (Advanced Idea Mechanics), gli Avengers scoprono che lo Scienziato Supremo ha creato nuove e migliorate versioni dell'Adattoide appositamente per sconfiggere i Vendicatori. Le tre creature sono state sviluppate attraverso una combinazione della tecnologia Super-Adattoide e un metallo sconosciuto proveniente dallo spazio; come se non bastasse L'AI.M. ha rubato dalla Stark Tower tutti i dati riguardanti il robot Ultron.

## Gli Ultimates
Dopo aver assorbito i resti del metallo spaziale dell'Adattoide utilizzato dallo Scienziato Supremo, Ultron è tornato e pianifica per sostituire l'umanità con androidi di ultima generazione a partire dai duplicati robot degli Avengers denominati Ultimates. I nostri eroi, gli Avengers devono tornare a collaborare come una squadra unita affinché possano sconfiggere gli Ultimates e difendere la Terra dal malvagio Ultron.

## Salvate il Capitano Rogers
Iron Man e Vedova Nera stanno cercando Capitan America, misteriosamente scomparso dalla Torre degli Avengers. Intanto, Steve Rogers sembra trovarsi in Europa ai tempi della seconda guerra mondiale mentre combatteva per salvare Bucky, catturato dal suo acerrimo nemico, il Barone Heinrich Zemo. Capitan America è in realtà sotto ipnosi da parte di Helmut Zemo, il figlio del Barone, il quale ha ritrovato un vecchio laboratorio del padre in cui è nascosto un prototipo del suo serio del super-soldato che ha perfezionato per poterlo utilizzare su se stesso.

## Sotto assedio
Mentre gli Avengers stanno studiando un possibile nascondiglio del Barone Zemo da qualche parte in Sudamerica, Hawkeye si ritrova da solo a difendere la Stark Tower dai membri del nuovo gruppo dei Signori del Male: Beetle, Fixer, Goliath, Moonstone e Mimi Spaventia, sotto la guida proprio del Barone Zemo che li ha potenziati, affinché riescano a distruggere Capitan America e i Vendicatori.

## I Thunderbolts
Gli Avengers lottano per fermare le nuove fabbriche di armi di Justin Hammer, ma vengono aiutati (e allo stesso tempo ostacolati) da una nuova squadra di eroi che si fanno chiamare i Thunderbolts. I nuovi misteriosi supereroi, il patriottico Citizen V, il Corazzato Mach I, il super accessoriato Techno, il gigante Atlas, la letale Songbird e l'incandescente Meteora, sono i nuovi idoli della città e la loro carriera è in forte ascesa. Ci si potrà fidare di loro?

## Smascherati
Ancora sospettosi sui Thunderbolts dopo una lotta contro Ulisse Klaw, Hawkeye decide di seguirli per sorvegliare di nascosto la loro base e scopre che in realtà sono il Barone Zemo e i Signori del Male camuffati grazie ad uno stabilizzatore d'inversione rubato alle Stark Industries. Il Barone Zemo ha infatti ordito un complotto per mettere in ombra gli Avengers di fronte all'opinione pubblica e poter compiere indisturbato i suoi atti criminosi e la sua vendetta nei confronti di Capitan America. Mentre si scatena una battaglia senza esclusione di colpi, il resto dei Thunderbolts (Songbird/Mimi Spaventia in primis) devono decidere se continuare a lavorare con Zemo o aiutare gli Avengers a fermarlo nelle loro nuove identità supereroiche.

## Nella Dimensione Oscura
La notte di Halloween, il potente Dottor Strange chiede l'aiuto di Iron Man, Hulk e Thor quando gli Ones Mindless e i demoni alati dalla Dimensione Oscura appaiono sulla Terra. Dormammu vuole sottrarre l'energia del Reattore Arc delle Stark Industries e riesce a rubare l'Occhio di Agamotto al signore delle arti mistiche! Iron Man e il Dottor Strange devono quindi mettere da parte le loro differenze nel campo della scienza e della magia al fine di recuperare l'Occhio di Agamotto e sconfiggere il temibile Dormammu prima che riesca nel suo intento di conquistare la Terra e tutte le altre dimensioni.

## Dehulkizzato
Durante un attacco alle Stark Industries da parte di alcuni robot, Hulk viene ritrasformato da una strana arma in Bruce Banner e, dopo aver messo in fuga i droni, Tony e Falcon analizzano Bruce, scoprendo che la sua energia gamma è stata diminuita e che ritornerà al suo normale stato tra poco tempo. Il dr. Banner, per fare qualcosa, aiuta Tony a potenziare le armi degli Avengers. Quando i robot che avevano attaccato le Stark Industries ritornano, Banner scopre che a comandarli è Igor Drenkow, un suo vecchio collega di laboratorio che, affascinato dal potere di Hulk, ha neutralizzato i poteri di Bruce per averli lui. Quando poi Drenkow riesce ad assorbire dell'energia gamma e mette in seria difficoltà gli Avengers, Bruce si colpisce con i raggi gamma e si ritrasforma in Hulk.

## Gli Inumani tra noi
Mentre gli Avengers cercano di fermare delle bestie aliene, vengono interrotti dall'arrivo degli inumani, che riescono a fare tornare le bestie su Attilan, sede della famiglia reale.

## La condizione degli Inumani
Mentre gli Avengers stanno studiando i metodi presi da Inferno, tornano misteriosamente su Atillan per aiutare Black Bolt a fermare Ultron, che si scopre che aveva collaborato con il cercatore.

## I ragazzi stanno bene
Mentre Iron Man e Captain America combattono con le armi create da Ultron su Attilan, vengono aiutati da Inferno e Miss Marvel, che riescono a distruggere.

## Il Conquistatore
Gli Avengers combattono contro L'A.I.M., per impedire il furto di armi che sta avvenendo nel futuro. Ma vengono sconfitti e mandati da Kang il conquistatore, venendo imprigionati nella sua nave.

## Nel futuro
Intrappolati nel futuro, gli Avengers scoprono che la città è finita sotto il controllo di Kang. Una squadra si divide: Hulk, Iron Man, Thor e Falcon scoprono la città modificata, mentre Captain America, Hawkeye e Vedova Nera vengono catturati dai ribelli guidati da un Thor Anziano.

## Due vedove
Mentre la Vedova Nera segue il suo programma di allenamento, arriva Hulk che le chiede se vuole per una sera uscire e passare una serata diversa, Vedova all'inizio riluttante finirà per accettare l'invito. Giunti in città su richiesta di Capitan America e Iron Man, Vedova Nera e Hulk mettono fuori combattimento Abominio che era nei paraggi, ma ad un tratto Hulk viene rapito per conto dell'Hydra, da quella che sembra essere una nuova Vedova Nera...

## Un amico in difficoltà
Mentre combattono con un'arma di Tony ribelle, gli Avengers vengono aiutati da un nuovo supereroe: Visione. Dopo aver preso il controllo dell'arma, Thor porta Visione su Asgard, per capire cosa significa lo spirito di battaglia e insieme combattono contro Ultron.

## Captain Marvel
Captain America, Iron Man, Thor e Falcon combattono con dei droni alieni, ma vengono aiutati da una nuova supereroina: Captain Marvel.

## L'ira di Black Panther
Nel Wakanda, gli Avengers tentano di fermare lo spietato assassino Crossbones, e in questo vengono aiutati dalla Pantera Nera, che ospita gli Avengers nel Palazzo Reale.

## Ant-Man sul grande schermo
Gli Avengers cercano di fermare dei robot che stanno attaccando Los Angeles, ma uno si autodistrugge e scoprono che i robot appartengono alla Marvel Studios.

## La casata Zemo
Il Barone Zemo torna a combattere contro gli Avengers per avere la sua vendetta contro Captain America e la distruzione degli Avengers. Stavolta è accompagnato da suo padre, il Barone Heinrich Zemo, che lo ha fatto tornare dal 1944.

## U-Foes
Gli Avengers, sotto la guida di un nuovo rappresentante del governo, Trumashman, devono impedire a una nuova squadra di supercriminali, gli U-Foes (Vetore, Vapore, Iron-Clad e Raggio X) di attaccare la città. Ma dopo la battaglia con gli U-Foes, Trumashman licenzia Hulk per aver ferito delle persone innocenti durante uno scontro, venendo sostituito da Red Hulk.

## Costruendo l'arma perfetta
Gli Avengers, accompagnati dal loro nuovo compagno di squadra, Red Hulk, devono impedire al capo di usare la sua arma segreta. Intanto Hulk sembra essere tornato a casa sua a Vista Verde, mentre gli Avengers scoprono che in realtà era Red Hulk l'arma segreta del capo. Gli Avengers sono costretti a tornare a collaborare con Hulk per impedire il piano del capo chiamato World War Hulk.

## World War Hulk
Gli Avengers, tornati con Hulk devono impedire il piano del capo World War Hulk, e far tornare Red Hulk come prima.

## Civil War (prima parte) - La caduta di Attilan
Dopo una lotta contro l’ambiguo fratello di Black Bolt Maximus, gli Avengers consegnano Maximus a Black Bolt e a Medusa, il quale questi si sono alleati con Truman Marsh per essere registrati. Intanto Maximus riesce a manipolare Inferno, dicendogli che gli Inumani non lo considereranno mai. Inferno preso dalla rabbia, distrugge tutta Attilan, che però gli Avengers portano in salvo Black Bolt, Medusa e il resto degli Inumani.

## Civil War (seconda parte) - I potenti Avengers
Mentre gli Inumani fuggono per cercare una nuova casa, gli Avengers non vogliono più eseguire gli ordini di Marsh, nel catturare gli Inumani per registrarli, dicendo che questi non sono piani del governo, ma sono piani di Marsh, licenziandosi. Marsh convoca quindi la sua nuova squadra di eroi, chiamati I Potenti Avengers, composta da Captain Marvel, Ant-Man, Visione, Black Panther, Ms. Marvel, Songbird e Hulk Rosso per combattere il crimine. Iron Man e Captain America, intanto, riescono ad infiltrarsi nel programma governativo di Marsh, scoprendo che I Potenti Avengers troveranno gli Inumani per poi catturarli e registrarli. Il gruppo riesce a far fuggire un gruppo di Inumani ribelli, prima dell'arrivo dei Potenti Avengers, iniziando così una battaglia. Mentre combattono, Songbird decide di aiutare gli Avengers tradendo i suoi compagni, e Visione ferisce accidentalmente Captain America. La nuova squadra cattura gli Avengers e Songbird, ma Vedova Nera riesce a fuggire.

## Civil War (terza parte) - Tamburi di guerra
Vedova Nera, infiltrandosi nella prigione di Marsh insieme a Black Bolt e a Medusa, riesce a liberare i suoi compagni e anche Songbird e Captain America, che nel frattempo si è risvegliato, a seguito della botta subita da Visione. Tornati alla loro base, il gruppo si contatta con I Potenti Avengers, il quale anche loro hanno deciso di smettere di lavorare per Marsh, dopo che quest'ultimo gli aveva convinti a sterminare gli Inumani dopo che si sono ribellati (compresa Ms. Marvel). Mentre il gruppo terrà impegnati gli Inumani, Ant-Man e Iron Man riescono ad entrare nella camera segreta di Marsh, riuscendo a spegnere la macchina che manipolava le menti degli Inumani. Gli Inumani tornano così tranquilli, ma quando tutto sembra essere risolto, arriva a Marsh, il quale con sorpresa rivela a loro di essere Ultron che è riuscito in qualche modo a fuggire nel corpo del Distruttore, e abbatte la Avenger-Tower per costruire le sue sentinelle per eliminare gli Avengers e gli umani, dando inizio alla guerra.

## Civil War (quarta parte) - La rivoluzione degli Avengers
Mentre metà degli Avengers e dei Potenti Avengers combattono le sentinelle di Ultron, Iron Man, Ant-Man, Hulk, Captain Marvel e Black Panther vanno a casa di Dottor Strange per chiedergli il suo aiuto. Strange afferma che sta elaborando un piano per rinchiudere Ultron nella Dimensione Oscura, ma che nel frattempo dovranno tenere impegnati gli Inumani, finiti ancora sotto il controllo di Ultron. Il gruppo si reca quindi nel vecchio laboratorio del padre di Tony, per riuscire a intercettare la connessione tra Ultron e gli Inumani, venendo poi scovati da quest'ultimi, che dopo uno scontro tra Hulk, Captain Marvel e Black Panther e Black Bolt, Medusa e Inferno, i tre riescono a sconfiggere i tre Inumani, e che poi Tony, grazie agli Inumani, riesce a intercettare la connessione tra questi e Ultron. Nel frattempo a New York, gli Avengers sono riusciti a distruggere le sentinelle di Ultron, per poi ricongiungersi con il resto della squadra. Tuttavia Ultron riesce a impossessarsi di Iron Man e ad entrare nel suo corpo, proprio nel momento in cui sopraggiunge Strange, che riesce a mandare il robot e Tony nella Dimensione Oscura, imprigionandoli per l’eternità. Con la sconfitta definitiva di Ultron, gli Avengers cercano una nuova casa da abitarci dopo che Ultron ha distrutto la Avenger-Tower, mentre I Potenti Avengers resteranno a New York per portare pace e giustizia, e Falcon ha cercato un modo per contattare Tony dalla Dimensione Oscura.